# ブラジル公

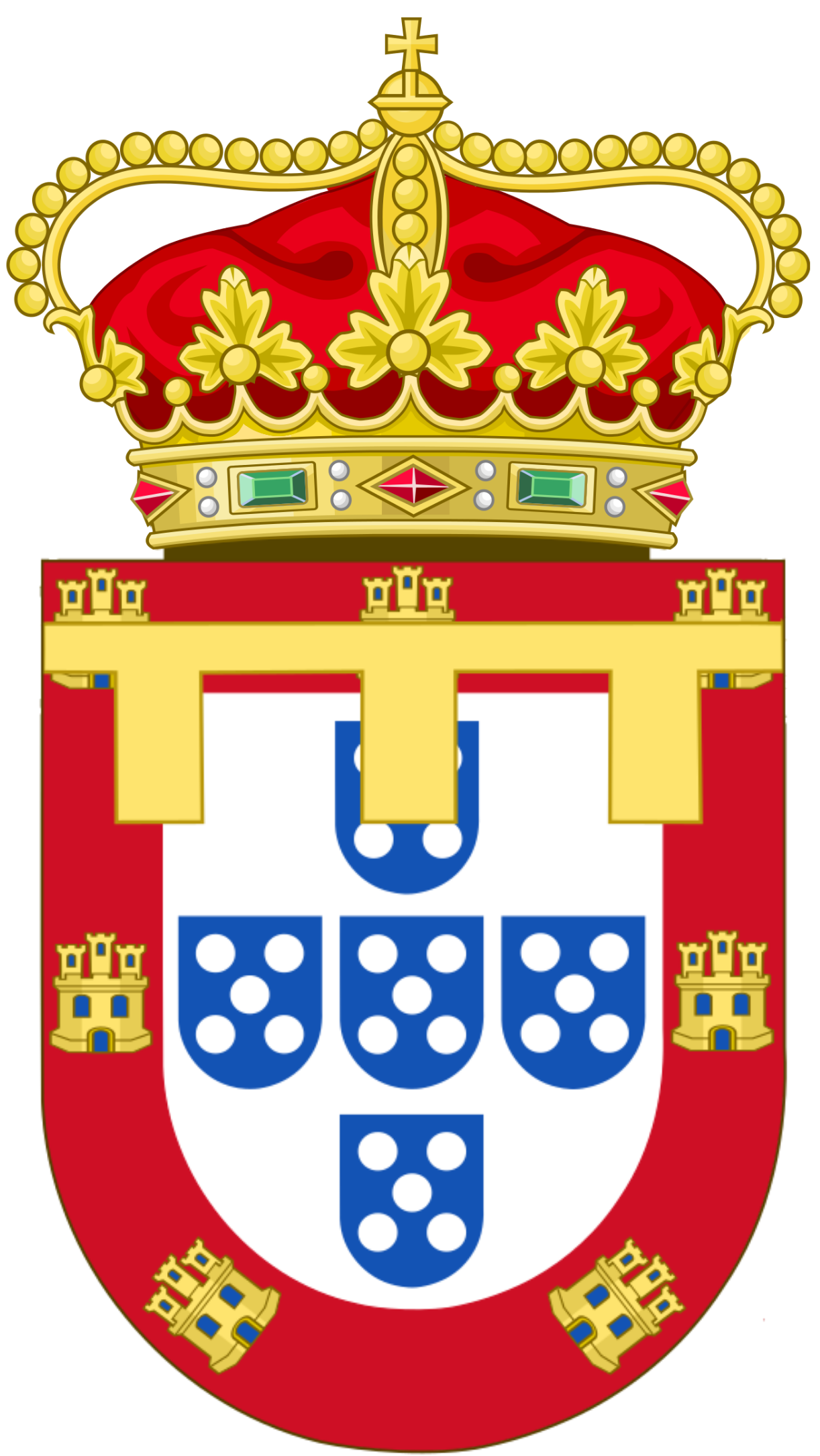
ブラジル公の紋章

ブラジル公の旗

ブラジル公（ポルトガル語: Príncipe do Brasil）は、1645年10月27日から1815年まで、ポルトガル王国の推定相続人が保持した称号。ブラジル公はほかにもブラガンサ公などブラガンサ公国の儀礼称号も保持していた。ブラジル公という名前はポルトガル海上帝国の植民地であるブラジル副王領に由来する。
1815年、ブラジルが植民地からポルトガルとの同君連合としての王国に昇格し、ポルトガル・ブラジル及びアルガルヴェ連合王国が成立したことでブラジル公という称号は使われなくなり、代わりにポルトガル王太子の称号が使われるようになった。
その後、ブラジルは連合王国から独立し、ブラジル帝国になるが、その相続人はブラジル皇太子殿下と呼ばれた。

## 歴史
ジョアン4世の治世まで、ポルトガル王国の王太子はポルトガル公の称号を使った。ジョアン4世が王位を継承すると、彼は1645年10月27日後継者のテオドジオにブラガンサ公の称号を与えるとともにポルトガル公の称号を廃止、もっと立派な称号としてブラジル公位に叙した。ブラジル公の長子にはベイラ公とバルセロス公の称号が与えられた。
ブラジルがポルトガル・ブラジル及びアルガルヴェ連合王国の一王国に昇格したとき、ブラジル公の称号はポルトガル・ブラジル及びアルガルヴェ王太子に取って代わられた。そして、ブラジルが王国から独立すると、称号はポルトガル及びアルガルヴェ王太子に変更された。

## ブラジル公の一覧
| 名前                 | 生没                            | 在位期間                        | 注                                                       | 両親                                                           | 画像 | 在位期間の王 |
| -------------------- | ------------------------------- | ------------------------------- | -------------------------------------------------------- | -------------------------------------------------------------- | ---- | ------------ |
| テオドジオ           | 1634年2月8日 - 1653年5月13日    | 1645年10月27日 - 1653年5月13日  | 1653年、夭折                                             | ジョアン4世 ルイサ・デ・グスマン                               |      | ジョアン4世  |
| アフォンソ           | 1643年8月21日 - 1683年9月12日   | 1653年5月13日 - 1656年11月6日   | 1656年、アフォンソ6世として即位                          | ジョアン4世 ルイサ・デ・グスマン                               |      | ジョアン4世  |
| ジョアン             | 1688年8月30日 - 1688年9月17日   | 1688年8月30日 - 1688年9月17日   | 1688年、夭折                                             | ペドロ2世 マリー・ゾフィー・フォン・デア・プファルツ           |      | ペドロ2世    |
| ジョアン             | 1689年10月22日 - 1750年7月31日  | 1689年10月22日 - 1706年12月9日  | 1706年、ジョアン5世として即位                            | ペドロ2世 マリー・ゾフィー・フォン・デア・プファルツ           |      | ペドロ2世    |
| ペドロ               | 1712年10月19日 - 1714年10月29日 | 1712年10月19日 - 1714年10月29日 | 1714年、夭折                                             | ジョアン5世 マリア・アンナ・ヨーゼファ・フォン・エスターライヒ |      | ジョアン5世  |
| ジョゼ               | 1714年6月6日 - 1777年2月24日    | 1714年10月29日 - 1750年7月31日  | 1750年、ジョゼ1世として即位                              | ジョアン5世 マリア・アンナ・ヨーゼファ・フォン・エスターライヒ |      | ジョアン5世  |
| マリア・フランシスカ | 1734年12月17日 - 1816年3月20日  | 1750年7月31日 - 1777年2月24日   | 1777年、マリア1世として即位                              | ジョゼ1世 マリアナ・ビクトリア・デ・ボルボーン                 |      | ジョゼ1世    |
| ジョゼ               | 1761年8月20日 - 1788年9月11日   | 1777年2月24日 - 1788年9月11日   | 1788年、夭折                                             | マリア1世 ペドロ3世                                            |      | マリア1世    |
| ジョアン             | 1767年5月13日 - 1826年3月10日   | 1788年9月11日 - 1815年12月16日  | 1815年、ポルトガル・ブラジル及びアルガルヴェ王太子に変更 | マリア1世 ペドロ3世                                            |      | マリア1世    |